# Mitella stylosa
Mitella stylosa är en stenbräckeväxtart som beskrevs av Boissieu. Mitella stylosa ingår i släktet Mitella och familjen stenbräckeväxter. Utöver nominatformen finns också underarten M. s. makinoi.